# Aletris nana
Aletris nana är en enhjärtbladig växtart som beskrevs av Sing Chi Chen. Aletris nana ingår i släktet Aletris och familjen myrliljeväxter. Inga underarter finns listade i Catalogue of Life.